# Campylopus austrosubulatus
Campylopus austrosubulatus är en bladmossart som beskrevs av Brotherus och Geheeb 1895. Campylopus austrosubulatus ingår i släktet nervmossor, och familjen Dicranaceae. Inga underarter finns listade i Catalogue of Life.